# Courtney Johnson
Courtney Anne Johnson (* 7. Mai 1974 in Salt Lake City, Utah) ist eine ehemalige US-amerikanische Wasserballspielerin. Sie gewann bei Olympischen Spielen und bei Panamerikanischen Spielen je eine Silbermedaille.

## Sportliche Karriere
Courtney Johnson studierte an der University of California, Berkeley und gehörte zur ersten Wasserballmannschaft der Frauen ihrer Universität. 1996 wurde das Sportteam der Universität Zweiter bei den Meisterschaften der National Collegiate Athletic Association.
Mit der Nationalmannschaft unterlag sie bei der Weltmeisterschaft 1998 in Perth im Viertelfinale den Niederländerinnen mit 5:9. In den Platzierungsspielen verloren die Amerikanerinnen zweimal und belegten in der Gesamtwertung den achten Rang. 1999 fand erstmals bei Panamerikanischen Spielen ein Wasserballturnier für Frauen statt. Nach der Vorrunde lag das US-Team auf dem dritten Platz, besiegte aber im Halbfinale die Brasilianerinnen. Im Finale gewann die Mannschaft aus Kanada mit 8:6. Bei den Olympischen Spielen 2000 in Sydney stand auch erstmals ein Wasserballturnier für Frauen auf dem Programm. Die 1,62 m große Johnson wurde in allen sieben Spielen der Mannschaft eingesetzt und erzielte zwei Tore. Im Halbfinale besiegte das US-Team die Niederländerinnen mit 6:5, im Finale unterlagen die Amerikanerinnen den Australierinnen mit 3:4. 2001 bei der Weltmeisterschaft in Fukuoka gewann das US-Team seine Vorrundengruppe und besiegte im Viertelfinale die Griechinnen. Nach einer 6:8-Halbfinalniederlage gegen die Italienerinnen verlor das US-Team im Spiel um den dritten Platz gegen die kanadische Auswahl.
Johnson schloss ihr Studium an der University of California mit einem Bachelor of Arts ab. Sie besuchte dann die Santa Clara Law School und erwarb einen Abschluss als Juris Doctor. Danach arbeitete sie in einer Anwaltskanzlei in Kalifornien. Nebenamtlich war sie Assistenztrainerin an der Stanford University.